# Protomiltogramma iranica
Protomiltogramma iranica är en tvåvingeart som först beskrevs av Boris Borisovitsch Rohdendorf 1961.  Protomiltogramma iranica ingår i släktet Protomiltogramma och familjen köttflugor.
Artens utbredningsområde är Iran. Inga underarter finns listade i Catalogue of Life.